# René de Cárdenas
Pour les articles homonymes, voir Cárdenas.
 (janvier 2010).
Si vous disposez d'ouvrages ou d'articles de référence ou si vous connaissez des sites web de qualité traitant du thème abordé ici, merci de compléter l'article en donnant les références utiles à sa vérifiabilité et en les liant à la section « Notes et références ».
René de Cárdenas est un danseur et chorégraphe cubain né à La Havane. Il est le créateur de la comédie musicale Sonlar, jouée à travers le monde, qui décrit une journée passée dans un solar de La Havane - une sorte de logement communautaire dans lequel plusieurs familles cohabitent.

## Biographie
Depuis son plus jeune âge, René de Cárdenas est entouré par la musique et l’art – sa mère était enseignante à la Cuba’s National Art Academy. Mais la danse n’est pas une vocation pour René de Cárdenas, et sa carrière démarre de manière plus pragmatique : n’étant pas doué pour le violon, sa mère lui conseille de s’essayer à la danse. Après la révolution cubaine, l’île compte en effet de moins en moins de danseurs dans ses troupes. Et ce qu’il considère initialement comme n’étant pas un métier pour un homme devient finalement sa passion.
Il commence sa carrière comme danseur au Ballet national de Cuba et le restera pendant 30 ans, sous la direction de grands noms de la scène cubaine tels qu’Alicia Alonso, Jorge Esquivel, Andrés Williams, José Zamorano…
Pendant ces années, il est également engagé comme danseur, maître, maître-ballet et chorégraphe dans des compagnies de danse, se produisant dans de nombreux pays comme la Bulgarie, le Canada, le Chili, la Pologne, la Colombie, l’Espagne – entre autres.
Après 30 ans de danse et de tournée, sa carrière prend fin à cause d’une blessure au pied. Incapable de se produire sur scène, il emploie alors son talent et son expérience à la création de ses propres œuvres.
En tant que chorégraphe, il met en scène une douzaine de pièces qui entrent très vite dans le répertoire des compagnies de danse cubaines. Il travaille également comme intervenant dans plusieurs écoles d’Amérique latine et d’Europe, donnant des conférences, des cours et participant à divers ateliers.
Mais sa plus belle réussite demeure Sonlar, un spectacle de danse et de percussions qui vise à recréer le quotidien d’un solar de La Havane. Cette comédie musicale, jouée par sa propre compagnie (la compagnie René de Cárdenas), est présentée pour la première fois au théâtre national de La Havane, en décembre 2004. La notoriété et le succès du spectacle ne cessent par la suite de s’accroître, si bien qu’une tournée mondiale est programmée. Plusieurs critiques étrangers vont même jusqu’à comparer ce spectacle à de grosses productions de Broadway, comme Stomp ou A Chorus Line.
René de Cárdenas démarre aussi une carrière d’écrivain, en publiant en 2005 un recueil de textes intitulé Hatana de Los Remedios.

## Récompenses
- Meilleur duo junior du Ballet du Concours international de ballet de Varna (Bulgarie, 1978)[2]

## Créations
- Havana, you are my love (2007)
- Desencuentro (2007)
- Sonlar (2004)
- My Soul… Alone (2004)
- Beats of the city (2003)
- Remembranzas (2003)
- Instinct (2003)
- E pur si muore (2001)
- Labil (2000)

## Livres
- Hatana de los Remedios (2005)